# Владимир Ганев
Владимир Ганев е български сценарист.

## Биография
Владимир Ганев е роден на 14 септември 1947 г. в Бургас. През 1965 г. завършва гимназия и през периода 1968-1971 г. е студент в Инженерно-строителния институт в София. През същия период работи като асистент на оператора Христо Тотев в Българската телевизия. От 1971 до 1975 г. е студент в Института по кино (ВГИК) в Москва със специалност сценаристика. През 1975 г. е назначен за редактор, след това сценарист в студио „Бояна“. В десетте години на участие в българското кино (1975-1985) Владимир Ганев е монтажист и автор на диалога в повече от тридесет игрални филма. През 1985 г. емигрира със семейството си по политически причини в Канада.

## Филмография
- Малки разговори (2007)
- По особено жесток начин (2006)
- Котешка опашка (1987)
- Стената (1984)
- Събеседник по желание (1984)
- Черно-бяло (тв, 1983)
- Комбина (1982)
- Бал на самотните (1981) (заедно с Иван Ничев)
- Близката далечина (1981)
- Монолог за прасенцето (1981)
- Игра на любов (1980)
- Трампа (1978)
- Лебед (1976)
- А пожари няма (1973)